# Jack White (Irlande)
Pour les articles homonymes, voir Jack White (homonymie).
Le capitaine James Robert "Jack" White (22 mai 1879 - 1946) est un révolutionnaire irlandais originaire d'Ulster et de confession protestante. Il est principalement connu pour être l'un des cofondateurs de l'Irish Citizen Army. Militant syndicaliste et socialiste il s'est ensuite converti à l'anarchisme socialiste dans les années 1930.

## Jeunesse
Jack White est né le 22 mai 1879 à Whitehall, à Broughshane dans le comté d'Antrim, de parents anglicans. Sa famille fait partie de la classe des colons grands propriétaires terriens du nord de l'Irlande. Fils unique, il suit d'abord les traces de son père, Sir George Stuart White, faisant ses études au Winchester College, puis au Collège militaire royal de Sandhurst. Le 25 janvier 1899, il est nommé sous-lieutenant dans le 1st Gordon Highlanders.
Promu lieutenant le 22 octobre 1899, White sert avec son régiment lors de la Seconde Guerre des Boers en Afrique du Sud. Il a été employé sous le gouverneur militaire de la Colonie de la rivière Orange et a participé à l'avance pour soulager le siège de Kimberley, y compris la bataille de Magersfontein (11 décembre 1899). Après que les troupes britanniques eurent finalement levé le siège et entrèrent à Kimberley en février 1900, il prit part à la bataille de Paardeberg (février 1900) puis aux campagnes dans l'État libre d'Orange de mars à mai 1900, y compris les batailles de Poplar Grove, Driefontein, Vet River et Zand River (mars 1900). À partir de mai 1900, il sert dans le Transvaal, où il prend part à l'occupation de Johannesburg et Pretoria. Il participe à la bataille de Bergendal et à celle de Lydenburg (août 1900) . Pour son service de guerre, il est mentionné dans des dépêches, il reçoit la médaille de la reine de l'Afrique du Sud avec cinq fermoirs et il est décoré de l'Ordre du service distingué (DSO).
White commence cependant à développer une aversion pour les classes dirigeantes coloniales et militaires britanniques. On raconte qu'à la bataille de Doornkop, il est l'un des premiers à atteindre le sommet. Regardant en arrière, il aurait vu un jeune de 17 ans frissonner de peur dans la tranchée. Un officier lui aurait crié de "lui tirer dessus". Et on dit que White aurait alors pointé son pistolet sur l'officier et répondu : "Faites-le et je vous tirerai dessus".
Après la fin de la guerre, conclue par le traité de Vereeniging, White quitte Le Cap en juillet 1902, il arrive à Southampton le mois suivant.
Son père, le général Sir George White, est nommé gouverneur de Gibraltar en juillet 1900. Après son retour de la guerre en Afrique du Sud, Jack est nommé aide de camp (ADC) en août 1902, par son père le gouverneur. À Gibraltar, il rencontre le roi Édouard VII lors d'une visite royale à la colonie et le Kaiser allemand Guillaume II. C'est là qu'il a épousé Mme Dollie Mosley en 1905, sa première femme.

## Départ de l'armée britannique et retour en Irlande
White a démissionné de sa commission en 1907, invoquant sa désaffection envers l'armée et le rôle de celle-ci au service du colonialisme. Au cours des années suivantes, White voyage en Bohême (alors partie de l'empire austro-hongrois ), vit quelque temps dans une commune tolstoïenne en Angleterre , puis voyage et travaille au Canada.
De retour en Irlande, Jack White découvre la campagne de Sir Edward Carson contre le Home Rule défendu par le premier ministre Asquith. En 1912, sont créés les Ulster Volunteers, une milice protestante d'extrême-droite, pour menacer de guerre le gouvernement britannique si l'Irlande obtenait une mesure d'autonomie. Le 24 octobre 1913, White organise l'un des premiers meetings protestants pro-Home Rule, à Ballymoney, pour rallier l'opinion protestante contre le Parti unioniste et contre ce qu'il a décrit comme son "sectarisme et sa stagnation", qui associaient les protestants d'Ulster au conservatisme. Parmi les orateurs, participèrent à ce meeting le révérend James Armour, le député Robert Glendinning et le militant nationaliste Roger Casement, issu d'un milieu social similaire.
À la suite de la réunion de Ballymoney, White est invité à Dublin. Il y rencontre le leader syndicaliste révolutionnaire James Connolly et adopte les idées du socialisme. La ville connaît alors le plus grand mouvement ouvrier de son histoire, le Lock-out de Dublin. White est impressionné par la lutte pour obtenir la reconnaissance syndicale et résister aux attaques du capitaliste William Martin Murphy et du patronat dublinois, il offre ses services à l'Irish Transport and General Workers' Union (ITGWU) à Liberty Hall. Il s'exprime sur des plateformes syndicales avec des personnes telles que James Larkin, Francis Sheehy-Skeffington, Bill Haywood des Industrial Workers of the World ou Connolly.

## L'Armée citoyenne irlandaise
En 1913, White propose la création d'une milice ouvrière pour protéger les piquets de grève des agressions de la police métropolitaine de Dublin et des gangs à la solde des patrons. La création de l'Armée citoyenne irlandaise (Irish Citizen Army, ICA) est acceptée avec enthousiasme par le syndicat et officialisée le 23 novembre 1913, le capitaine Jack White en devient le chef d'état-major. L'apparition de l'ICA, comme White l'a dit par la suite, "a appris les bonnes manières à la police". Après la fin de la grève, en janvier 1914, l'ICA voit la plupart de ses membres retourner au travail et doit donc se réorganiser. En mai 1914, White démissionne cependant de son office à l'ICA et met ses services à la disposition des Irish Volunteers, estimant qu'une organisation massive de personnes armées était nécessaire pour prendre position fermement contre la domination britannique.
White se rend alors en Ulster, où il est chargé d'organiser les brigades de volontaires de Derry et Omagh, composées en grande partie d'anciens soldats britanniques comme lui. Estimant que la première guerre mondiale offrait une occasion de promouvoir l'unité entre travailleurs protestants et catholiques, White est ébranlé par les attitudes sectaires qu'il a trouvées. Il rencontre alors un désaccord politique important, les volontaires rejetant cette position comme étant "unioniste" et défendant trop les protestants. Démis de son commandement, White et sa femme Dollie rejoignent la France où ils restent deux ans avec une ambulance australienne. En 1916, il est à Paris avec Maud Gonne lorsqu'il apprend la nouvelle de la condamnation à mort de Connolly, à la suite du soulèvement de Pâques 1916. White se précipite dans le sud du Pays de Galles et tente de pousser les mineurs à faire grève pour sauver la vie du révolutionnaire irlandais. À la suite de cette tentative, il est condamné à trois mois de prison. Transféré de Swansea à Pentonville la veille de la mort de Roger Casement, White était à portée de voix de la pendaison du lendemain matin. 

## Le Congrès républicain
Quand Jack White retourne en Irlande, pendant la guerre d'Indépendance irlandaise, il se retrouve perdu dans un désert politique. Il se rapproche alors du Parti communiste d'Irlande nouvellement fondé, mais il a des doutes à son sujet et ne l'a jamais rejoint. Il retourne alors en Angleterre et s'engage dans la Workers Socialist Federation, le groupe communiste de gauche et antiparlementaire de Sylvia Pankhurst. En 1934, une convention spéciale a lieu à Athlone, en présence de 200 anciens volontaires de l'Armée républicaine irlandaise (IRA) et d'un certain nombre d'éminents socialistes, communistes et syndicalistes. La formation du Congrès républicain est actée, il s'agit d'un mouvement républicain et socialiste, basé sur les travailleurs et les petits agriculteurs, situé à gauche de l'IRA. White le rejoint immédiatement et participe à l'organisation d'une branche à Dublin composée uniquement d'anciens membres de l'armée britannique.
Rapidement, le Congrès connaît une division entre ceux qui défendent l'indépendance de classe, ceux qui ne combattent que pour une république ouvrière, et ceux - menés par le Parti communiste - qui défendent la stratégie du « Front populaire » et veulent d'abord une alliance avec le Fianna Fáil pour réunifier le pays. Après que le gros du premier groupe fut parti (beaucoup d'entre eux rejoignant plus tard le Parti travailliste), White resta dans l'organisation épuisée.

## La guerre civile espagnole
À la fin des années 1930, Jack White se rend en Espagne pendant la guerre civile espagnole en tant que médecin d'une mission de la Croix-Rouge . Là, il prend contact avec les anarchistes de la CNT-FAI. Impressionné par la révolution sociale qui se déroulait en Espagne, White était encore plus attiré par la cause anarchiste du fait du développement de sa propre opposition au stalinisme. Peu à l'aise avec la gauche procommuniste en Irlande, White écrit un pamphlet, The Meaning of Anarchy ("Le sens de l'anarchie"), qui explique le contexte des affrontements de mai 37 et de la lutte à Barcelone entre anarchistes et staliniens.
En retournant à Londres d'Espagne, Jack White travaille au sein de "Spain and the World", un groupe de propagande libertaire actif en Grande-Bretagne en soutien aux anarchistes espagnols. Il organise et parle ainsi un certain nombre de meetings, notamment avec Emma Goldman. Pendant son séjour à Londres, il rencontre Noreen Shanahan, la fille d'un fonctionnaire du gouvernement irlandais, qui devient sa seconde femme. Ensemble, ils eurent trois enfants, Anthony, Alan et Derrick. Il avait déjà une fille, Ave, de son premier mariage avec Dolly Mosley, de Gibraltar.

## Les dernières années et la mort
En 1938, l'ordre d'exclusion prononcé à son encontre par la RUC est levée. Jack White et sa famille s'installent alors à White Hall à Broughshane, White l'ayant hérité de sa mère après sa mort en 1935. Son retour a sans aucun doute été motivé par les aspects pratiques de devoir subvenir aux besoins de sa nouvelle famille. White a reçu un revenu régulier de la location et de la vente des terres attachées au domaine, complété par des revenus occasionnels provenant de travaux de journaliste. Malgré l'isolement relatif de Broughshane, il est resté en contact régulier avec ses camarades politiques, même si le déclenchement de la Seconde Guerre mondiale a paralysé tout travail effectif.
White a fait une dernière et brève apparition dans la vie publique lors de la campagne électorale de 1945. Se proposant comme candidat «socialiste républicain» pour la circonscription d'Antrim, il a organisé un meeting à l'Orange Hall de Broughshane pour exposer son point de vue. Un témoin de la réunion, note que White «utilisait un langage au vocabulaire riche» dirigé contre une pléthore de cibles qui comprenaient Adolf Hitler, le pape Pie XII, Lord Brookborough ou Éamon de Valera. Cependant, note le journaliste, White réserve un mépris particulier pour «l'Ordre d'Orange et le Parti unioniste pour le contrôle qu'ils exerçaient par la coercition par le biais de la Loi sur les pouvoirs spéciaux ».
En 1946, Jack White est mort d'un cancer à Belfast . Après une cérémonie privée, il est enterré sur le terrain de la famille White, dans la première église presbytérienne de Broughshane.
Son plus jeune fils, Derrick White, est devenu un membre éminent du Parti national écossais et plus tard du Parti socialiste écossais .

## Œuvres
- (en) Misfit: A Revolutionary Life par Jack White Dublin: Livewire Publications, 2005 (ISBN 978-1-905225-20-0).
- (en) J. R. White, A rebel in Barcelona: Jack White's first Spanish impressions, CNT-AIT Boletin de Informacion, n° 15, 11 novembre 1936. Article reproduit à partir de KSL n°14, mars 1998, le bulletin de la Bibliothèque Kate Sharpley.